# 올림픽 루지
올림픽 루지는 올림픽에서 루지로 경기를 겨루는 올림픽 경기 종목이다. 루지는 동계올림픽의 대표적인 겨울스포츠로, 선수 또는 2인 1조가 반듯이 누워(얼굴을 위로) 발을 먼저 두고 평평한 썰매를 타는 종목이다. 이 스포츠는 일반적으로 중력이 썰매의 속도를 높일 수 있도록 특별히 설계된 얼음 트랙에서 시합을 벌이다. 승자는 일반적으로 전체 시간이 가장 빠른 경로를 완료한다. 1964년 동계 올림픽에서 남자, 여자 종목과 복식 종목으로 처음 개최되었다. 복식은 1994년부터 기술적으로 공개 종목으로 간주되지만 남자들만 참가했다. 독일 루거(1964년 이후 서로 다른 시기에 EUA, GDR, FRG 및 GER의 IOC 국가 코드에 따라 경쟁)가 대회를 장악하여 153개 중 87개의 메달을 획득했다.

## 메달 집계
| 순위 | 국가       | 금메달 | 은메달 | 동메달 | 합계 |
| ---- | ---------- | ------ | ------ | ------ | ---- |
| 1    | 독일       | 18     | 10     | 9      | 37   |
| 2    | 동독       | 13     | 8      | 8      | 29   |
| 3    | 이탈리아   | 7      | 4      | 6      | 17   |
| 4    | 오스트리아 | 6      | 8      | 8      | 22   |
| 5    | 독일 연합  | 2      | 2      | 1      | 5    |
| 6    | 서독       | 1      | 4      | 5      | 10   |
| 7    | 소련       | 1      | 2      | 3      | 6    |
| 8    | 미국       | 0      | 3      | 3      | 6    |
| 9    | 러시아     | 0      | 3      | 0      | 3    |
| 10   | 라트비아   | 0      | 1      | 3      | 4    |
| 11   | 캐나다     | 0      | 1      | 1      | 2    |
| 합계 | 합계       | 41     | 39     | 40     | 120  |

## 세부 종목
| 종목       | 64 | 68 | 72 | 76 | 80 | 84 | 88 | 92 | 94 | 98 | 02 | 06 | 10 | 14 | 계 |
| ---------- | -- | -- | -- | -- | -- | -- | -- | -- | -- | -- | -- | -- | -- | -- | -- |
| 남자 1인승 | •  | •  | •  | •  | •  | •  | •  | •  | •  | •  | •  | •  | •  | •  | 14 |
| 여자 1인승 | •  | •  | •  | •  | •  | •  | •  | •  | •  | •  | •  | •  | •  | •  | 14 |
| 혼합 2인승 | •  | •  | •  | •  | •  | •  | •  | •  | •  | •  | •  | •  | •  | •  | 14 |
| 혼합 계주  |    |    |    |    |    |    |    |    |    |    |    |    |    | •  | 1  |
| 합계       | 3  | 3  | 3  | 3  | 3  | 3  | 3  | 3  | 3  | 3  | 3  | 3  | 3  | 4  |    |

## 참고 자료
- “루지”. SR/Olympic Games. 2009년 1월 6일에 원본 문서에서 보존된 문서. 2011년 12월 15일에 확인함.
- “루지”. 국제 올림픽 위원회.